# Carolina Kostner

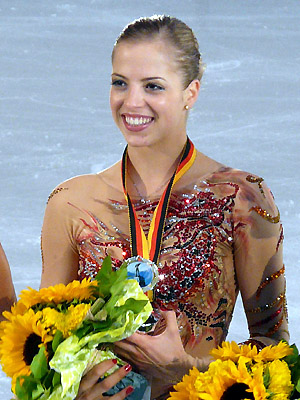
Carolina Kostner

Carolina Kostner (Bozen, 8 februari 1987) is een Italiaanse kunstschaatsster.
Kostner is actief als soliste en haar huidige coach is Michael Huth. Carolina Kostner is het nichtje van alpineskiester Isolde Kostner. Haar vader Erwin Kostner was aanwezig op de Olympische Winterspelen 1984 als ijshockeyer.

## Wereldkampioenschappen
In 2003 boekte ze internationaal haar eerste succes. Op het WK voor junioren behaalde ze de bronzen medaille. Haar eerste medaille bij de senioren behaalde ze op het WK van 2005 waar ze eveneens de bronzen medaille behaalde. Op het WK van 2008 voegde ze hier een zilveren medaille aan toe en op het WK van 2011 wederom een bronzen medaille. Op het WK van 2012 werd ze de 46e wereldkampioene bij de vrouwen en de eerste Italiaanse die deze titel behaalde. In de seizoenen 2012/13 en 2013/14 won ze respectievelijk de zilveren en de bronzen medaille.

## Europese kampioenschappen
Bij de Europese kampioenschappen stond ze negen opeenvolgende jaren, 2006-2014, op het erepodium. Op het EK van 2006 werd ze derde. Op het EK van 2007 werd ze de 29e Europees kampioene en de eerste Italiaanse kampioene in het vrouwentoernooi. Op het EK van 2008 prolongeerde ze de titel en op het EK van 2009 behaalde ze de zilveren medaille. Op het EK van 2010 behaalde ze haar derde overwinning. In het seizoen 2010/11 werd ze tweede op het EK en in 2012 en 2013 werd ze voor de vierde en vijfde keer Europees kampioene. In het seizoen 2012/13 eindigde ze als derde.

## Olympische Spelen
Bij haar eerste deelname in 2006 eindigde Kostner als derde Europese vrouw op de negende plaats. Haar deelname aan de Olympische Winterspelen in 2010, een maand na het behalen van haar derde EK titel, verliep teleurstellend, ze eindigde als zevende Europese vrouw op de zestiende plaats. Bij haar derde deelname aan de Winterspelen won ze de bronzen medaille achter de olympisch kampioene Adelina Sotnikova en titelverdedigster Kim Yu-na. Met het landenteam werd ze vierde.

## Schorsing
Met ingang van 16 januari 2015 is Carolina Kostner voor 16 maanden geschorst door het Italiaanse anti-dopingagentschap, vanwege betrokkenheid bij het dopinggebruik door haar ex-vriend Alex Schwazer. Kostner zou van het dopinggebruik geweten hebben en Schwazer hebben geholpen een dopingtest te ontduiken. Kostner heeft aangekondigd tegen de schorsing in beroep te gaan bij het internationaal sporttribunaal CAS.

## Persoonlijke records
| records             | punten | datum      | toernooi |
| ------------------- | ------ | ---------- | -------- |
| Hoogste totaalscore | 216.73 | 20-02-2014 | OS       |
| Hoogste korte kür   | 077.24 | 27-03-2014 | WK       |
| Hoogste lange kür   | 142.61 | 20-02-2014 | OS       |

## Belangrijke resultaten
| Kampioenschap           | 00/01 | 01/02 | 02/03 | 03/04  | 04/05 | 05/06 | 06/07 | 07/08  | 08/09  | 09/10  | 10/11  | 11/12 | 12/13  | 13/14 |  | 16/17 | 17/18        |
| ----------------------- | ----- | ----- | ----- | ------ | ----- | ----- | ----- | ------ | ------ | ------ | ------ | ----- | ------ | ----- |  | ----- | ------------ |
| Olympische Spelen       |       |       |       |        |       | 9e    |       |        |        | 16e    |        |       |        | Brons |  |       | 5e 4e (team) |
| Wereldkampioenschap     |       |       | 10e   | 5e     | Brons | 12e   | 6e    | Zilver | 12e    | 6e     | Brons  | Goud  | Zilver | Brons |  | 6e    | 4e           |
| Europees kampioenschap  |       |       | 4e    | 5e     | 7e    | Brons | Goud  | Goud   | Zilver | Goud   | Zilver | Goud  | Goud   | Brons |  | Brons | Brons        |
| Nationaal kampioenschap |       |       | Goud  | Zilver | Goud  |       | Goud  |        | Goud   | Zilver | Goud   |       | Goud   |       |  | Goud  | Goud         |
| WK junioren             | 11e   | 10e   | Brons |        |       |       |       |        |        |        |        |       |        |       |  |       |              |
| NK Junioren             | Goud  |       |       |        |       |       |       |        |        |        |        |       |        |       |  |       |              |

- Library of Congress Control Number: no2015082095
- Istituto Centrale per il Catalogo Unico: LO1V356261
- Virtual International Authority File: 232600358
- WorldCat: E39PBJy8qbth9mkDvdQ48dW7HC